# Durango 95 (canción)
Durango 95 es una canción instrumental de la banda de punk rock Ramones. Este es el cuarto corte de su octavo álbum de estudio Too Tough To Die. La canción es una referencia cultural al auto manejado por Malcolm McDowell en la película A Clockwork Orange de 1971.

## Composición
«Durango 95» es una canción de tres acordes, con el bajo siguiendo la nota fundamental. El estilo de la batería es bastante complicado para una canción de punk rock debido a los golpes en los platillos para el cual se utilizó un compás de 7/4 durante la segunda sección de la canción. La canción es la más corta del álbum y se hizo instrumental para cumplir con la referencia cultural que Johnny Ramone quería darle.

## Conciertos en vivo
Antes del lanzamiento de Too Tough To Die, el grupo comenzaba la mayoría de los conciertos con «The Good, The Bad, and The Ugly» la cual creaba un crescendo lento y llegaba a su punto culminante. Después de esta introducción comenzó a ser tocada «Durango 95».
Esto aparece en los álbumes en directo Loco Live y We're Outta Here!, respectivamente lanzados en 1991 y 1997. La canción fue sustituida como abridora sólo una vez a finales de los años 80 con una versión casi instrumental de «Eat That Rat».